# Danish pole
En Danish pole (dansk pæl) er et nycirkus redskab bestående af en træpæl som er omkring 4 meter lang og ca. 5 cm i diameter. Den er fastgjort i bunden til en base som kan drejes, i toppen er den fastgjort til et reb som kan slækkes hvorved pælen kommer til at hænge i en vinkel. Artister kan lave forskellige tricks på pælen mens den svinger rundt om sig selv. Tovet kan også strammes så pælen kommer til at stå lodret.

## Historie
En danish pole er et forholdsvis nyt cirkusremedium som blev opfundet af den danske artist Anders Jensen Astrup.
Den har været brugt i to nycirkus forestillinger: Cirkus Cirkörs show 99% Unknown og Nova Exits show Roundabout.